# Prehistoric Park
(La voce narrante.)
Prehistoric Park è una miniserie televisiva in stile falso documentario britannica, composta da sei episodi. Il programma è stato girato nel corso dell'estate 2006 dalla britannica Impossible Pictures ed è stato prodotto dalla BBC, che ha anche creato la serie di Nel mondo dei dinosauri. In Italia la serie è stata trasmessa da LA7. Ogni episodio è della durata di un'ora, comprese le interruzioni pubblicitarie. Il programma è narrato da David Jason e presentato da Nigel Marven.

## Trama
La serie, che viene raccontata nello stile di un documentario, si concentra sulle avventure del naturalista Nigel Marven, che, grazie ad un portale del tempo, riesce a viaggiare nelle ere passate per salvare creature oggi estinte, come i dinosauri, dall'estinzione. Il suo piano è quello di portare alcuni esemplari al sicuro nel XXI secolo per dare loro una seconda possibilità. Gli animali vengono poi disposti in vari recinti all'interno del Prehistoric Park, un parco privato della fauna selvatica che si trova in una regione montuosa, in una zona non specificata del mondo. La missione principale di Nigel è sfidare l'estinzione salvando creature estinte per dare loro una seconda possibilità.

## Personaggi
- Nigel Marven (nella parte di se stesso). Voce italiana: Sergio Di Stefano.
- Bob (Rod Arthur) - è il capo guardiano del parco, incaricato di nutrire, pulire e controllare gli animali del parco. Voce italiana: Tony Orlandi.
- Suzanne (Suzanne McNabb) - è il capo veterinario del parco, responsabile di medicare e curare gli animali malati o feriti. Voce italiana: Barbara Pitotti.
- Saba Douglas-Hamilton (nella parte di se stessa) - è una biologa specializzata nello studio dei grandi felini. Compare solo nel quarto episodio, chiamata da Nigel per farsi aiutare per catturare gli smilodon.
- Bill - è un socio di Nigel che viaggia con lui attraverso il tempo. Visto per la prima volta nell'episodio 5.
- Jim - è un socio di Nigel che viaggia con lui attraverso il tempo. Visto per la prima volta nell'episodio 5.
- Ben - è un socio di Nigel che viaggia con lui attraverso il tempo. Visto per la prima volta nell'episodio 3, dove viene attaccato da un gruppo di mei long.
- Jeff - è un socio di Suzanne. Viene visto per la prima volta nell'episodio 5, dove monta il recinto romantico degli Smilodon.

Ci sono vari altri membri dello staff, ma i loro nomi non sono mai stati pronunciati. Uno dei membri non citati più importanti è l'assistente bionda di Suzanne, che appare in tutti gli episodi tranne nell'episodio 1.

## Puntate
Stagione 1 (2006)
| nº | Titolo originale      | Titolo italiano         | Prima TV       | Animali salvati |
| -- | --------------------- | ----------------------- | -------------- | --------------- |
| 1  | T. rex Returns        | Il ritorno del T-rex    | 22 luglio 2006 | 23              |
| 2  | A Mammoth Undertaking | La femmina di mammut    | 29 luglio 2006 | 2               |
| 3  | Dinobirds             | Gli uccelli preistorici | 5 agosto 2006  | 13              |
| 4  | Saving the Sabretooth | L'antenato della tigre  | 12 agosto 2006 | 3               |
| 5  | The Bug House         | Insetti giganteschi     | 19 agosto 2006 | 3               |
| 6  | Supercroc             | Il coccodrillo gigante  | 26 agosto 2006 | 2               |

### Il ritorno del T-rex

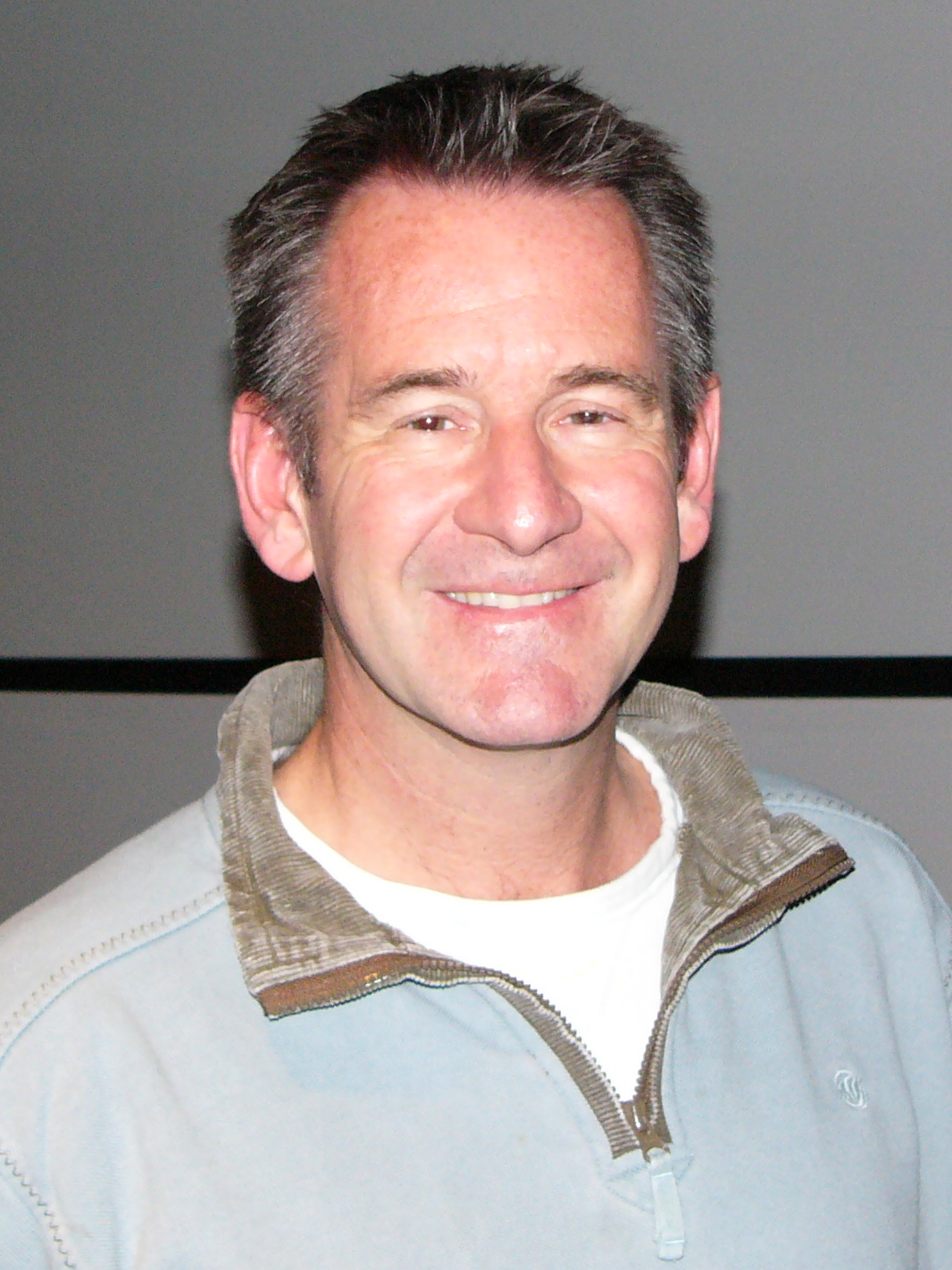
Nigel Marven, il conduttore dello spettacolo, il 18 aprile 2008.

Montana, 65 milioni di anni fa, Cretacico superiore. Set delle riprese: Cile
Animali incontrati:
- Tirannosauro
- Ornitomimo
- Triceratopo
- Nictosauro, (identificato come pterosauro)

Nella prima puntata,ambientata nel Cretaceo, 65 milioni di anni fa, Nigel vuole salvare il Tirannosauro dall'estinzione, ma prima cattura e trasporta nel XXI secolo un giovane Triceratopo, che chiamerà Teo, e poi un intero branco di Ornitomimo. Poi, quando l'asteroide si schianta sulla Terra, Nigel riesce finalmente a portare al parco due cuccioli di T. rex orfani, "ribattezzati" Terence e Mathilda. Alla fine della 1ª puntata al parco sono arrivati 23 dinosauri tra cui 1 Triceratopo (Teo), 20 Ornitomimi e 2 Tirannosauri.

### La femmina di mammut
Siberia, 10,000 e 150,000 anni fa, Pleistocene. Set delle riprese: Yukon
Animali incontrati:
- Mammut lanoso
- Elasmoterio
- Orso delle caverne
- Uomo di Cro-Magnon
- Iena delle caverne (non identificata)
- Lupo grigio (vivente)

Nel secondo episodio, il nostro esploratore viaggia fino all'ultima glaciazione per salvare uno degli ultimi Mammut. Viene attaccato da un orso delle caverne, ma riesce a sfuggirgli. Riesce anche a salvare un Elasmoterio, un gigantesco rinoceronte lanoso. Dopo di che si occupa dei Mammut lanosi. Trova una femmina ferita, che riesce a trasportare al parco dove verrà curata, e la battezza col nome di Martha. Arrivata, però, comincerà a soffrire la solitudine e verrà integrata con un branco di elefanti africani. Alla fine gli animali arrivati nella 2' puntata sono: 1 Mammut lanoso e 1 Elasmoterio.

### Gli uccelli preistorici
Nordest della Cina, 125 milioni di anni fa, Cretacico inferiore. Set delle riprese: Nuova Zelanda
Animali incontrati:
- Microraptor
- Borealosauro (identificato come Titanosauro)
- Incisivosauro
- Mei long
- Eosiptero (identificato come Pterosauro)

Nella terza puntata, Nigel si avventura nuovamente nel Cretaceo, 125 milioni di anni fa, in Cina, dove tenterà di catturare i dinosauri con le penne, tra i quali il Microraptor, un piccolo dinosauro pennuto volante. Inoltre, attirerà nella "porta del tempo" un gruppo di Titanosauri, grossi sauropodi asiatici, dopo essere sfuggito per miracolo all'eruzione del vicino vulcano.
Dovrà anche vedersela con gli Incisivosauri e con un gruppo di Mei Long. Alla fine sono arrivati 13 animali: 4 Microraptor e 9 Titanosauri.

### L'antenato della tigre
Sud America, 1 milioni di anni fa e 10,000 anni fa, Pleistocene. Set delle riprese: Brasile
Animali incontrati:
- Smilodonte
- Forusracido
- Toxodonte
- Armadillo a sei fasce (vivente)
- Mazama rosso (vivente)

La meta successiva dello zoologo sarà il Pleistocene, nel Sudamerica preistorico. La sua quarta missione è salvare lo Smilodonte, la famosa "tigre dai denti a sciabola". Nelle praterie incontra dei grossi Toxodonti, strani mammiferi erbivori simili agli ippopotami. Durante la missione, porterà in salvo nella nostra epoca anche un Forusracido, l'uccello del terrore. Alla fine, porterà a termine il suo compito trasportando una coppia di Smilodon nel parco. Intanto, nel parco gli Ornitomimo hanno fatto una cucciolata. In tutto si sono uniti 3 creature: 2 Smilodonti e un uccello del terrore.

### Insetti giganteschi
Isola di Arran in Scozia, 300 milioni di anni fa, Carbonifero. Set delle riprese: Florida
Animali incontrati:
- Arthropleura
- Meganeura (identificato come libellula gigante)
- Pulmonoscorpio (identificato come scorpione gigante)
- Crassigyrino

Durante la sua quinta missione, Nigel si dirige più lontano che mai nel tempo, 300 milioni di anni fa, nelle foreste del Carbonifero. Qui, se la dovrà vedere con insetti giganti e con anfibi primitivi, tra i quali un crassigirino che non si risparmierà di azzannargli la gamba. Riesce a catturare una Meganeura, un'enorme libellula. Verso sera viene punto da un pulmonoscorpio, ma la ferita non risulterà mortale. Ad un certo punto, la foresta s'incendia, e Nigel riesce a salvare anche un'Arthropleura, un millepiedi grande come un uomo. Si sono dunque aggiunti in 3, tra cui una Meganeura, un Pulmonoscorpio e un'Arthropleura.

### Il coccodrillo gigante
Texas, 75 milioni di anni fa, Tardo periodo Cretaceo. Set delle riprese: Isola di Fraser
Animali incontrati:
- Deinosuco
- Parasaurolofo
- Albertosauro
- Nictosauro
- Troodonte

Nella sua ultima e più pericolosa avventura, lo zoologo ritorna ancora una volta nel Cretaceo, 75 milioni di anni fa, in Texas, dove cercherà di catturare un Deinosuco, il grande coccodrillo. Ci riuscirà, ma rischierà la vita nell'impresa, e porterà con sé anche un Troodonte, come clandestino sulla jeep. Raggiunto il parco, Nigel dovrà riportare l'ordine nella riserva, perché i Titanosauri, presi dal panico, hanno divelto tutti i recinti. Nigel, fuggito in tempo dalla Tirannosauro Rex salvata nella prima missione (cioè Matilda) grazie al Deinosuchus, riesce a far ritornare il parco sotto controllo. Concludono dunque in 2: un Deinosuco e un Troodonte.

## Strutture all'interno del parco
Quando gli animali vengono portati al parco, vengono collocati in appositi recinti. I recinti più famosi sono:
- Mammoth Mount: Questo recinto ospita la femmina di Mammuth Martha.
- T-Rex Hill: Questo recinto ospita una coppia di T-Rex, fratello e sorella chiamati rispettivamente Terence e Matilda.
- Big Cat Climb: Questo recinto ospita una coppia di Smilodon.
- Triceratops Creek: Questo recinto ospita il Triceratops Theo.
- Deinosuchus Dip: Questo recinto ospita un grande e feroce Deinosuchus.
- Ornithomimus Pond: Questo recinto ospita un gruppo di Ornithomimus.
- The Bug House: Questo edificio chiuso ospita alcune creature del Carbonifero. All'interno dell'edificio i livelli di ossigeno sono il doppio di quelli di oggi, e questo mantiene in salute l'Arthropleura, la Meganeura e il Pulmonoscorpius.
- Elasmotherium Paddock: Questo recinto ospita l'Elasmotherium.
- Microraptor Fortess: Questo edificio è una voliera posta sotto la base di Nigel dove sono ospitati i Microraptor.
- Titanosaur Treetops: Questo recinto in origine conteneva i Titanosauri, ma questi sono riusciti più volte ad evadere, e in seguito sono stati lasciati a girovagare per il parco.
- Terror Bird Paddock: Questo recinto ospita il Phorusrhacos.
- Troodon Enclosure: fa un breve cameo alla fine del sesto episodio: è una gabbia abbastanza piccola e stretta, dove viene rinchiuso il Troodon arrivato clandestinamente al parco.